# 諾貝爾獎女性得主列表

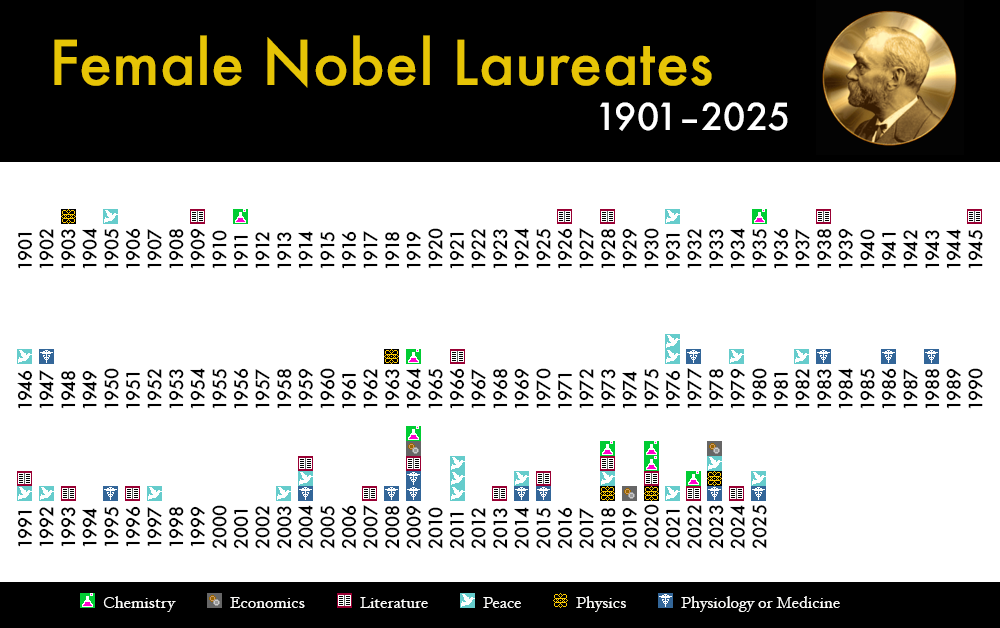
历年诺贝尔奖女性得主图表（截止2023年）

诺贝尔奖由瑞典皇家科学院、瑞典学院、卡罗琳学院和挪威诺贝尔委员会每年颁发一次，分别授予在化学、物理学、文学、和平、生理学或医学和经济学领域作出杰出贡献的人士。除经济学奖外，其他五个奖项都是于1895年根据阿尔弗雷德·诺贝尔的遗嘱设立，这五个奖项也就都是由诺贝尔基金会进行管理。诺贝尔经济学奖又名“瑞典国家银行纪念阿尔弗雷德·诺贝尔经济学奖”，由瑞典中央銀行于1968年设立，旨在奖励在经济学领域作出杰出贡献的人士。每个奖都是由独立的委员会颁发，瑞典皇家科学院颁奖物理学、化学和经济学奖，瑞典学院颁奖文学奖，卡罗琳学院颁奖生理学或医学奖，挪威诺贝尔委员会颁奖和平奖。每位获奖者都将获得一枚奖牌，一份证书以及不同数额的奖金。1901年，首批诺贝尔奖获得者拿到了15万零782瑞典克朗的奖金，相当于2007年12月的773万1004瑞典克朗。2008年，获奖者的奖金数额为一千万瑞典克朗。除和平奖是在奥斯陆颁发外，另外五个奖都是在斯德哥尔摩举行的仪式上颁发，颁奖日期为每年的12月10日，这天是诺贝尔的忌日。
截至2024年，诺贝尔奖有910次授予男性，66次授予女性，此外还有28次授予组织。首位赢得诺贝尔奖的女性是玛丽·居里，她和亨利·贝可勒尔以及自己的丈夫皮埃尔·居里一起赢得了1903年的诺贝尔物理学奖。瑪麗·居禮也是唯一一位多次获奖的女性，她还在1911年获得诺贝尔化学奖，所以诺贝尔奖女性得主一共是65位。瑪麗·居禮的女儿伊雷娜·约里奥-居里于1935年获诺贝尔化学奖，两人也是唯一一对获诺贝尔奖的母女。共有19位女性曾获诺贝尔和平奖，18位曾获诺贝尔文学奖，13位曾获诺贝尔生理学或医学奖，8位曾获诺贝尔化学奖，5位曾获诺贝尔物理学奖，3位曾获诺贝尔经济学奖。2009年共有5位女性获得诺贝尔奖，是历史上最多的一年。

## 获奖者
| 年份 | 肖像 | 姓名                                                                | 国家           | 奖项         | 获奖理由 / 备注                                                                                              |
| ---- | ---- | ------------------------------------------------------------------- | -------------- | ------------ | --- |
| 1903 |      | 玛丽·居里 （与皮埃尔·居里及亨利·贝克勒尔共享）                      | 波兰 法国      | 物理学       | 他们对亨利·贝克勒尔教授所发现的放射性现象的共同研究。                                                        |
| 1905 |      | 贝尔塔·冯·苏特纳                                                    | 奥匈帝国       | 和平         | 《放下武器》一书的作者，还对诺贝尔和平奖的设立做出了贡献。                                                   |
| 1909 |      | 塞尔玛·拉格洛夫                                                     | 瑞典           | 文学         | 她作品中特有的高贵的理想主义、丰富的想象力、平易而优美的风格。                                               |
| 1911 |      | 玛丽·居里                                                           | 波兰 法国      | 化学         | 发现、分离镭和钋及其研究。                                                                                   |
| 1926 |      | 格拉齐亚·黛莱达                                                     | 意大利         | 文学         | 她由理想主义所激发的作品，以浑柔的透彻描绘了她所生长的岛屿上的生活；在洞察人类一般问题上，表现的深度与怜悯。 |
| 1928 |      | 西格丽德·温塞特                                                     | 挪威           | 文学         | 主要由于她对中世纪北国生活之有力描绘。                                                                       |
| 1931 |      | 简·亚当斯 （与尼古拉斯·默里·巴特勒共享）                            | 美国           | 和平         | 奖励她在社会改革上所做的工作以及担任国际妇女争取和平与自由联盟领袖所做出的贡献。                             |
| 1935 |      | 伊伦·约里奥-居里 （与弗雷德里克·约里奥-居里共享）                   | 法国           | 化学         | 合成了新的放射性元素。                                                                                       |
| 1938 |      | 赛珍珠                                                              | 美国           | 文学         | 对于中国农民生活的丰富和真正史诗气概的描述，以及她自传性的杰作。                                             |
| 1945 |      | 加夫列拉·米斯特拉尔                                                 | 智利           | 文学         | 她那由强烈感情孕育而成的抒情诗，已经使得她的名字成为整个拉丁美洲世界渴求理想的象征。                         |
| 1946 |      | 艾蜜莉·格林·鲍尔奇 （与约翰·穆德共享）                              | 美国           | 和平         | 前历史和社会学教授，国际妇女争取和平与自由联盟名誉国际总会长。                                               |
| 1947 |      | 格蒂·科里 （与卡尔·斐迪南·科里及贝尔纳多·奥赛共享）                 | 美国           | 生理学或医学 | 发现糖原的催化转化原因。                                                                                     |
| 1963 |      | 玛丽亚·格佩特-梅耶 （与约翰内斯·延森及尤金·维格纳共享）             | 美国           | 物理学       | 发现原子核的壳层结构。                                                                                       |
| 1964 |      | 多萝西·克劳福特·霍奇金                                              | 英国           | 化学         | 通过X射线在晶体学上确定了一些重要生化物质的结构。                                                            |
| 1966 |      | 内莉·萨克斯 （与萨缪尔·阿格农共享）                                 | 瑞典           | 文学         | 她杰出的抒情与戏剧作品，以感人的力量阐述了以色列的命运。                                                     |
| 1976 |      | 贝蒂·威廉斯                                                         | 英国           | 和平         | 北爱尔兰和平运动（之后更名为和平人士社团）的创始人。                                                         |
| 1976 |      | 梅里德·科里根                                                       | 英国           | 和平         | 北爱尔兰和平运动（之后更名为和平人士社团）的创始人。                                                         |
| 1977 |      | 罗莎琳·萨斯曼·雅洛 （与罗歇·吉耶曼及安德鲁·沙利共享）               | 美国           | 生理学或医学 | 研发肽类激素的放射免疫分析。                                                                                 |
| 1979 |      | 德蕾莎修女                                                          | 印度           | 和平         | 仁爱传教修女会的创始人。                                                                                     |
| 1982 |      | 阿尔娃·米达尔 （与阿方索·加西亚·罗夫莱斯共享）                      | 瑞典           | 和平         | 表彰他们在联合国裁军协商中发挥的重要作用，他们都赢得了国际社会的认同。                                       |
| 1983 |      | 芭芭拉·麦克林托克                                                   | 美国           | 生理学或医学 | 发现移动遗传因子。                                                                                           |
| 1986 |      | 丽塔·列维-蒙塔尔奇尼 （与斯坦利·科恩共享）                          | 意大利 美国    | 生理学或医学 | 发现生长因子。                                                                                               |
| 1988 |      | 格特鲁德·B·埃利恩 （与詹姆士·布拉克及乔治·希青斯共享）              | 美国           | 生理学或医学 | 发现药物治疗之重要定律。                                                                                     |
| 1991 |      | 内丁·戈迪默                                                         | 南非           | 文学         | 以强烈而直接的笔触，描写周围复杂的人际与社会关系，其史诗般壮丽的作品，对人类大有裨益。                       |
| 1991 |      | 昂山素季                                                            | 缅甸           | 和平         | 表彰她为争取民主和人权做出的非暴力抗争。                                                                     |
| 1992 |      | 丽格伯塔·孟珠                                                       | 危地马拉       | 和平         | 表彰她在尊重土著人民权利的基础上为促进社会正义和民族文化和解所做的努力。                                     |
| 1993 |      | 托妮·莫里森                                                         | 美国           | 文学         | 作品想象力丰富，富有诗意，赋予美国现实情况的重要层面以生机。                                                 |
| 1995 |      | 克里斯汀·纽斯林-沃尔哈德 （与爱德华·B·路易斯及艾瑞克·威斯乔斯共享） | 德国           | 生理学或医学 | 发现早期胚胎发育的遗传控制。                                                                                 |
| 1996 |      | 维斯拉瓦·辛波丝卡                                                   | 波兰           | 文学         | 在诗歌艺术中警辟精妙的反讽，挖掘出了人类一点一滴的现实生活背后历史更迭与生物演化的深意。                     |
| 1997 |      | 茱蒂·威廉斯 （与国际反地雷组织共享）                                | 美国           | 和平         | 表彰他们在禁止和清除杀伤人员地雷上所做出的努力。                                                             |
| 2003 |      | 希林·伊巴迪                                                         | 伊朗           | 和平         | 表彰她为民主和人权做出的努力。她还特别关注于妇女和儿童权利的斗争。                                           |
| 2004 |      | 艾尔弗雷德·耶利内克                                                 | 奥地利         | 文学         | 以超凡的语言以及在小说中表现出的音乐动感，展示了社会上荒谬的事情。                                           |
| 2004 |      | 旺加里·马塔伊                                                       | 肯尼亚         | 和平         | 表彰她在可持续发展、民主与和平领域做出的贡献。                                                               |
| 2004 |      | 琳达·巴克 （与理察·阿克塞尔共享）                                   | 美国           | 生理学或医学 | 发现嗅觉受器与嗅觉系统组织。                                                                                 |
| 2007 |      | 多丽丝·莱辛                                                         | 英国           | 文学         | 一位具女性经验的史诗作家，以怀疑主义、激情和想象力审视一个分裂的文明。                                       |
| 2008 |      | 弗朗索瓦丝·巴尔-西诺西 （与哈拉尔德·楚尔·豪森及吕克·蒙塔尼耶共享）  | 法国           | 生理学或医学 | 发现人类免疫缺陷病毒。                                                                                       |
| 2009 |      | 伊丽莎白·布雷克本 （与卡萝·格莱德及杰克·索斯塔克共享）              | 澳大利亚 美国  | 生理学或医学 | 发现端粒和端粒酶如何保护染色体。                                                                             |
| 2009 |      | 卡萝·格莱德 （与伊丽莎白·布雷克本及杰克·索斯塔克共享）              | 美国           | 生理学或医学 | 发现端粒和端粒酶如何保护染色体。                                                                             |
| 2009 |      | 荷塔·慕勒                                                           | 德国 罗马尼亚  | 文学         | 以诗的凝鍊，散文的率直，描绘流离失所者的处境。                                                               |
| 2009 |      | 艾妲·尤纳特 （与文卡特拉曼·拉马克里希南及汤马斯·史塔兹共享）        | 以色列         | 化学         | 对核糖体结构和功能方面的研究。                                                                               |
| 2009 |      | 埃莉诺·奥斯特罗姆 （与奥利弗·威廉姆森共享）                         | 美国           | 经济学       | 对经济治理尤其是公共经济治理方面的分析。                                                                     |
| 2011 |      | 埃伦·约翰逊-瑟利夫                                                  | 利比里亚       | 和平         | 表彰他们为女性安全以及女性全面参与和平建设工作权利所做的非暴力斗争。                                         |
| 2011 |      | 莱伊曼·古博薇                                                       | 利比里亚       | 和平         | 表彰他们为女性安全以及女性全面参与和平建设工作权利所做的非暴力斗争。                                         |
| 2011 |      | 塔瓦库·卡曼                                                         | 也门           | 和平         | 表彰他们为女性安全以及女性全面参与和平建设工作权利所做的非暴力斗争。                                         |
| 2013 |      | 艾莉丝·孟洛                                                         | 加拿大         | 文学         | 当代短篇小说的大师。                                                                                         |
| 2014 |      | 迈-布里特·莫泽 （與约翰·奥基夫及爱德华·莫泽共享）                   | 挪威           | 生理学或医学 | 发现构成大脑定位系统的细胞。                                                                                 |
| 2014 |      | 马拉拉·优素福扎伊 （与凯拉西·萨提亚提共享）                         | 巴基斯坦       | 和平         | 為對抗兒童和少年所受壓迫以及爭取所有兒童受教育權而奮鬥。                                                     |
| 2015 |      | 屠呦呦 （与威廉·C·坎贝尔和大村智共享）                              | 中华人民共和国 | 生理学或医学 | 发现治疗疟疾的新疗法。                                                                                       |
| 2015 |      | 斯维拉娜·亚历塞维奇                                                 | 白俄罗斯       | 文学         | 她那複述寫作法的作品，為當代世人的苦難與英勇樹立了一座紀念碑。                                               |
| 2018 |      | 唐娜·斯特里克蘭 （与阿瑟·阿什金和热拉尔·穆鲁共享）                  | 加拿大         | 物理學       | 在雷射物理領域的突破性發明。                                                                                 |
| 2018 |      | 弗朗西斯·阿諾德 （与格雷格·溫特和乔治·史密斯共享）                  | 美國           | 化學         | 設計出酶的直接演化。                                                                                         |
| 2018 |      | 納迪亞·穆拉德 （与德尼·慕克維格共享）                               | 伊拉克         | 和平         | 他們致力結束在戰爭和武裝衝突中使用性暴力作武器。                                                             |
| 2018 |      | 奧爾嘉·朵卡萩                                                       | 波蘭           | 文學         | 在敘事想像上充滿百科全書般的熱情，代表著一種跨越邊界的生活方式。                                             |
| 2019 |      | 艾絲特·杜芙若 （与阿巴希·巴納吉和麥可·克雷默共享）                  | 法國 美國      | 經濟學       | 在减轻全球贫困方面的实验性做法。                                                                             |
| 2020 |      | 安德烈婭·蓋茲 （与羅傑·彭羅斯和賴因哈德·根策爾共享）                | 美國           | 物理學       | 發現銀河系中心的超大質量緻密天體 。                                                                          |
| 2020 |      | 珍妮弗·道德纳 （与埃马纽埃尔·卡彭蒂耶共享）                         | 美國           | 化学奖       | 开发出一种用於基因编辑技术的方法。                                                                           |
| 2020 |      | 埃马纽埃尔·卡彭蒂耶 （与珍妮弗·道德纳共享）                         | 法国           | 化学奖       | 开发出一种用於基因编辑技术的方法 。                                                                          |
| 2020 |      | 路易丝·格吕克                                                       | 美国           | 文学奖       | 以带有朴素美感、准确无疑的诗歌语言将个人的存在普遍化。                                                       |
| 2021 |      | 瑪麗亞·雷薩 （与德米特里·穆拉托夫共享）                             | 菲律賓         | 和平奖       | 表彰他們為維護民主與持久和平的先決條件——言論自由所做的努力。                                                 |
| 2022 |      | 卡罗琳·贝尔托西 （与莫滕·梅爾達爾和卡尔·巴里·沙普利斯共享）         | 美國           | 化學奖       | 在點擊化學與生物正交化學取得的成就。                                                                         |
| 2022 |      | 安妮·艾諾                                                           | 法國           | 文學奖       | 勇敢、冷靜而敏銳地揭露了個體記憶的起源、隔閡與集體壓抑。                                                     |
| 2023 |      | 考里科·卡塔林 （与德鲁·韦斯曼共享）                                 | 匈牙利 美國    | 生理学或医学 | 對使開發針對COVID-19的有效mRNA疫苗成為可能的核苷基修飾方面的發現。                                           |
| 2023 |      | 安妮·吕利耶 （与皮埃尔·阿戈斯蒂尼及费伦茨·克劳斯共享）              | 法國           | 物理学       | 在有關產生原秒光脈衝來研究物質中之電動力的實驗法。                                                           |
| 2023 |      | 纳尔吉斯·穆罕默迪                                                   | 伊朗           | 和平         | 表彰其为受压迫的伊朗女性而战，为促进所有人的人权及自由而战。                                                 |
| 2023 |      | 克劳迪娅·戈尔丁                                                     | 美国           | 经济学       | 表彰其增進我們對女性勞動力市場成果的理解。                                                                   |
| 2024 |      | 韩江                                                                | 韩国           | 文学         | 她的散文充满诗意，直面历史创伤，揭露人类生命的脆弱。                                                         |

## 扩充阅读
- Asaid, Alan. . SvD. 2009-09-26  [2014-02-15]. （原始内容存档于2012-10-07）.